# Koketterie

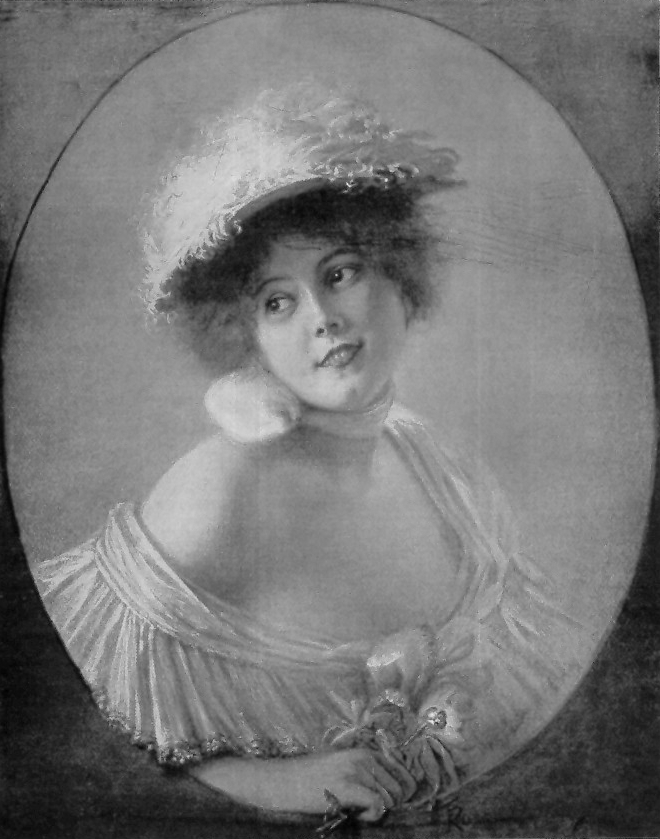
Kokett, Gemälde von Franz Ruß Ende des 19. Jahrhunderts

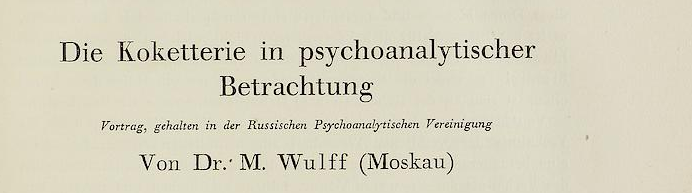
Mosche Wulff zitiert Georg Simmel (1925)

Koketterie (französisch: coquetterie) bezeichnet ein eitles oder gefallsüchtiges Verhalten oder Wesen. Der Ausdruck wurde vom Adjektiv kokett ‚gefallsüchtig‘ abgeleitet, das jemanden „von eitel-selbstgefälligem Wesen“ beschreibt, der bestrebt ist „die Aufmerksamkeit anderer zu erregen und zu gefallen“. Im Französischen coquet bedeutet es wörtlich auch ‚hahnenhaft, eitel wie ein Hahn‘. Das Verb kokettieren bezeichnet, so der Duden, ein Aufmerksamkeit erzeugendes Verhalten, „um bei jemandem erotisches Interesse zu erregen“, um „mit etwas nur [zu] spielen; sich nicht wirklich auf etwas ein[zu]lassen“ oder um „auf etwas im Zusammenhang mit der eigenen Person hin[zu]weisen, um sich damit interessant zu machen“.

## Etymologie und Wortgeschichte
Das Adjektiv kokett leitet sich von französisch coquet ‚kleiner Hahn‘ ab und bezeichnet im übertragenen Sinne das „Verhalten einer Person, die einer Person des anderen Geschlechts gefallen möchte“; es wurde im 17. Jahrhundert in die deutsche Sprache entlehnt. Bereits früher, Anfang des 17. Jahrhunderts, ist das entsprechende Substantiv Kokette (franz. coquette) für eine ‚gefallsüchtige Frau‘ bezeugt. Die Entlehnungen Koketterie und kokettieren stammen aus dem 18. Jahrhundert und gehen wesentlich auf den Einfluss Jean Jacques Rousseaus und dessen Kritik der Koketterie zurück. Ebenfalls zu frz. coq ‚Hahn‘ gehört die diminutive Ableitung frz. cocotte ‚Huhn, Hühnchen‘, dann ‚artiges, galantes junges Mädchen‘, auf dessen abschätzigem Gebrauch ‚gefallsüchtiges, leichtfertiges Mädchen‘ beruht, sowie die Entlehnung Kokotte für ‚(elegante) Dirne, Halbweltdame‘ im 19. Jahrhundert. Daher wurde der Ausdruck häufig mit weiblichem Verhalten assoziiert, wovon sich auch Kokette für ‚gefallsüchtige Frau‘ und wortstammverwandt Kokotte für eine Prostituierte (franz. cocotte, kindersprachlich ‚Henne‘, ‚Hühnchen‘ zu französisch coq ‚Hahn‘) ableiteten. Häufiger bezeichnete es eine elegante Halbweltdame (demi-mondaine) mit „loser Sittenauffassung“.

Koketterie wurde daher negativ konnotiert, so hieß es im Damen Conversations Lexikon aus dem Jahre 1836: 

„Koketterie ist falsche Grazie […]. Sie ist für die Seele, was die Schminke für das Gesicht, eine Lüge; beide ziehen nur ein blödes Auge an. Koketterie ist ein Polyp des Herzens; zerschnitten, scheinbar vernichtet tausendmal, wächst er wieder an, bis er es zerstört. Koketterie ist ein kleiner Selbstmord. Das Gift der Heuchelei wirkt rückwärts; seine unausweichliche Folge ist Selbstvernichtung. In kleineren Dosen – wirkt es wie Opium; es regt auf, erhitzt, entflammt, begeistert zum Kampfe gegen alles Feindliche, aber – ihm folgen Erschlaffung, Leere des Gemüthes, Ekel.“

Georg Simmel widmete in seinem Werk Philosophische Kultur 1911 der Koketterie ein eigenes Kapitel; sie sei ein Machtmittel der Frauen gegen die nach Normen und Gesetzen sozial überlegenen Männer. So schrieb er, „übersetzt man Koketterie mit ‚Gefallsucht‘, so verwechselt man das Mittel zu einem Zweck mit dem Triebe zu diesem Zweck“, weiter führte er unter anderem aus: 

„Indem die Koketterie dies ‚Halbverhülltsein‘ der Frau, das ihre tiefste Relation zum Manne ausdrückt, mit pointiertem Bewußtsein aufnimmt, würdigt sie freilich den letzten, metaphysischen Grund der Beziehung zu einem bloßen Mittel ihrer äußeren Realisierung herab; allein dies erklärt dennoch, – weshalb Koketterie keineswegs eine ‚Dirnenkunst‘ ist – so wenig, daß die hetärische ebenso wie die ungeistig-sinnlichste Frau keineswegs die koketteste zu sein pflegt – und daß Männer, auf die jede bloß äußerliche Verführung ganz ohne Wirkung bleibt, sich dem Reize der Koketterie bewußt und mit dem Gefühl ergeben, daß sie weder ihr Subjekt noch ihr Objekt entwürdigt.“